# Pyonggang (comté)
Le comté de Pyonggang est situé dans la province du Kangwŏn, dans le sud de la Corée du Nord.